# Feistritztal
Feistritztal – gmina w Austrii, w kraju związkowym Styria, w powiecie Hartberg-Fürstenfeld. Liczy 2406 mieszkańców (1 stycznia 2015).